# Capela da Misericórdia (Ferreiros-Braga)
A Capela da Misericórdia está situada na freguesia de Ferreiros em Braga.
É um pequenino templo que foi edificado em 1892 e possui, além do altar-mor, onde se destaca a imagem de Nossa Senhora da Misericórdia, mais dois pequenos nichos altares que encerram algumas imagens como a de Santa Filomena e a de São Brás.